# 2-я пехотная дивизия (США)
2-я пехотная дивизия (англ. 2nd Infantry Division) — тактическое соединение Армии США, существующее с 26 октября 1917 года. В настоящее время находится на Корейском полуострове. Прозвище — «Индейская голова» (Indianhead; происходит от дивизионной эмблемы, на которой изображена голова североамериканского индейца).

## История
2-я пехотная дивизия имеет гордую и почётную историю, которая отражает сердце американского солдата. Участвовавшая в четырех войнах, 2-я пехотная дивизия является одной из самых награждённых дивизий в армии США. Она может похвастаться 40 награждёнными Медалью Почёта и более чем 20 наградами за участие в кампаниях.

### Первая мировая война
2-я пехотная дивизия была сформирована 26 октября 1917 года в Бурмоне, Верхняя Марна, Франция в составе 9-го и 23-го пехотных полков, 5-го и 6-го полков морской пехоты под командованием генерал-майора Омара Банди. Дважды во время «Великой войны» дивизией командовали генералы морской пехоты, что стало единственным случаем в военной истории США, когда офицеры морской пехоты командовали армейской дивизией. 2-я пехотная дивизия пролила свою первую кровь в кошмарной битве при Белло Вуд и внесла свой вклад в преодоление четырёхлетнего застоя на поле боя во время последовавшей за ней кампании Шато-Тьерри. Участвовавшая во всех крупных американских сражениях, дивизия «Индианхед» вышла из Первой мировой войны как самая награждённая американская дивизия Американских экспедиционных сил. Во время кампании два солдата, шесть морских пехотинцев и шесть моряков дивизии были награждены Медалью Почёта.
Полки морской пехоты, объединенные в 4-ю бригаду морской пехоты под командованием бригадного генерала Харборда принимали участие в сражении у леса Белло, битве на выступе Сен-Миель и Мёз-Аргоннском наступлении. В 1918 году генерал Харборд возглавил дивизию. После войны дивизия была выведена в США, Сан-Антонио, Техас. В межвоенный период не расформировывалась.

### Вторая мировая война

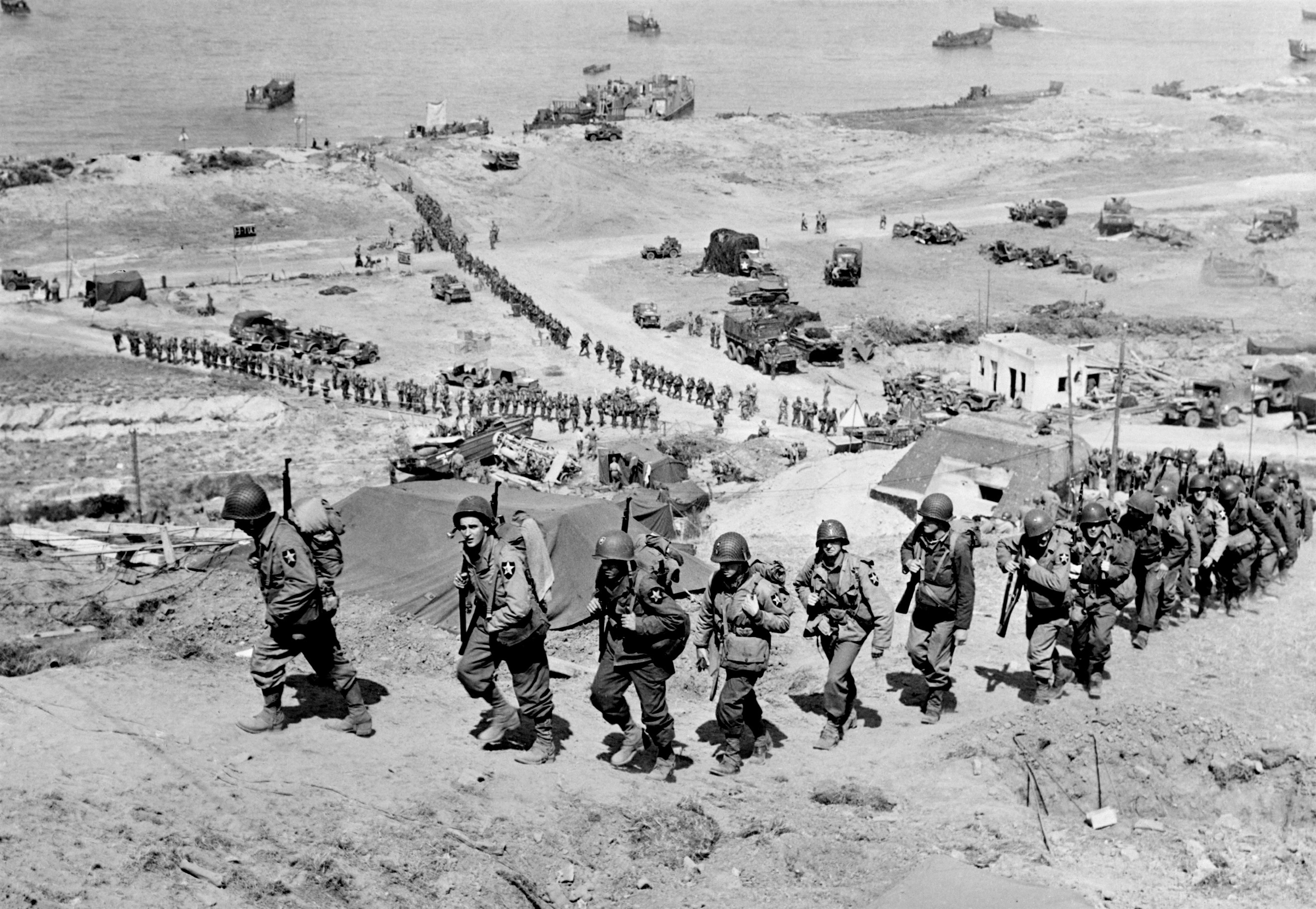
2-я пехотная дивизия на Омаха-Бич дня D+1 7 июня 1944

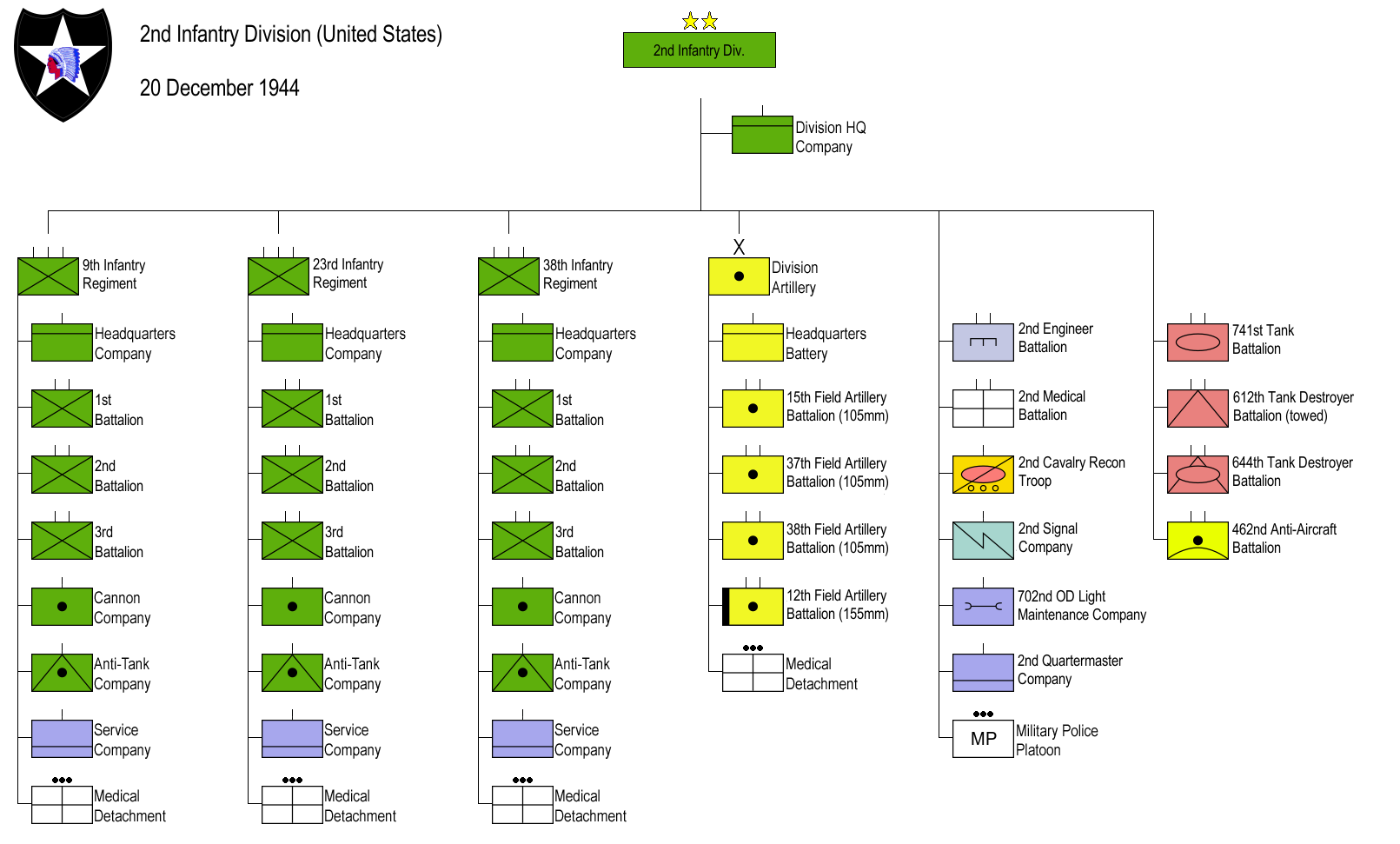
ОШС 2-й пд в ВМВ.

Состав: 9, 23, 38 пехотные полки; 12-й (сред.), 15, 37, 38 (лёг.) полевые артиллерийские дивизионы.
Кампании: северо-западная Европа (июль 1944 — май 1945 гг.; 3-я и 9-я армии).
Командир: Генерал-майор Уолтер М.Робертсон (май 1943 — июнь 1945 гг.)
С началом Второй мировой войны, в октябре 1943 года, дивизия была переброшена в Ирландию в рамках подготовки к операции «OVERLORD» — вторжению в Нормандию. 7 июня 1944 года, в день Д + 1, дивизия высадилась на пляже Омаха. Наступая через реку Оре, дивизия освободила Тревирес 10 июня 1944 года и продолжила штурм и захват холма 192, ключевого опорного пункта противника на дороге в Сен-Ло. Используя прорыв в Сен-Ло, 2-я пехотная дивизия переправилась через Вир и взяла Теншбре 15 августа 1944 года. Во время битвы на Дуге, занимая позиции в районе Сен-Вит, Бельгия, дивизия удерживала свои позиции, не позволяя противнику захватить ключевые дороги, ведущие к городам Льеж и Антверпен. Во время Второй мировой войны шесть солдат 2-й пехотной дивизии были награждены Медалью Почёта.

### Корейская война
Дивизия прибыла в Корею через Пусан 23 июля 1950 года, став первым подразделением, прибывшим в Корею непосредственно из США. Воинская дивизия стала первым подразделением, вырвавшимся за Пусанский периметр, и возглавила продвижение 8-й полевой армии к маньчжурской границе. 29 сентября 1950 года 2-я пехотная дивизия была награждена Благодарностью президента Республики Корея за оборону линии реки Нактонг от нападения противника. 5 февраля 1951 года 23-я полковая боевая группа выдвинулась в узкую долину Чипён-ни. 13 февраля 1951 года 23-я полковая боевая группа с приданным французским батальоном была отрезана и окружена четырьмя китайскими дивизиями. Более трех дней 23-я полковая боевая группа и 1-я дивизия РК храбро сражались в морозную погоду, уничтожив более 5 000 китайцев и заставив китайские коммунистические силы отступить. Битва при Чипён-ни стала первым крупным поражением китайцев и стала переломным моментом в Корейской войне. В апреле и мае 1951 года 2-я пехотная дивизия сыграла важную роль в разгроме весеннего наступления коммунистов, сражавшихся за вершины в Железном треугольнике, на холмах Порк Чоп, Лысый холм, Кровавый хребет и Хребет разбитого сердца. 26 октября 1953 года дивизия была награждена Благодарностью президента Республики Корея за доблесть в бою и выдающиеся успехи в обучении и интеграции в свои ряды военнослужащих Вооружённых сил Республики Корея. 2-я пехотная дивизия стала самой награждённой дивизией периода Корейской войны.
Во время Корейской войны 18 солдат 2-й пехотной дивизии были награждены Медалью Почёта:
- 9-й пехотный полк
  - Лорен Кауфман (4 и 5 сентября 1950)
  - Edward C. Krzyzowski (31 августа 1, 2 и 3 сентября 1951)
  - Джозеф Уэллетт (31 августа 1, 2 и 3 сентября 1950)
  - Дэвид М. Смит (1 сентября 1950)
  - Лютер Стори (1 сентября 1950)
  - Travis E. Watkins (31 августа 1, 2 и 3 сентября 1950)
- 23-й пехотный полк
  - Джуниор Д. Эдвардс (2 января 1951)
  - Hubert L. Lee (1 февраля 1951)
  - Herbert K. Pililaau (17 сентября 1951)
  - Джон Питтмен (26 ноября 1950)
  - William S. Sitman (14 февраля 1951)
- 38-й пехотный полк
  - Тони K. Бёррис (8 и 9 октября 1951)
  - Frederick F. Henry (1 сентября 1950)
  - Charles R. Long (12 февраля 1951)
  - Рональд Ю. Россер (12 января 1952)
- 15-й батальон полевой артиллерии 
  - Lee R. Hartell (27 августа 1951)
- Вторая разведывательная рота 
  - Чарльз У. Тёрнер (1 сентября 1950)
- рота А, 72-й танковый батальон 
  - мастер-сержант Эрнест Коума (1 сентября 1950)

### Холодная война
1 июля 1965 года знамя дивизии вернулось в Республику Корея. 2-й пехотной дивизии было поручено охранять часть демилитаризованной зоны (ДМЗ) и способствовать сдерживанию войны на полуострове. Корейская народная армия всё чаще предпринимала попытки проникновения на границу, и 2-я пехотная дивизия была призвана помочь остановить эти атаки. На протяжении 1980-х и начала 1990-х годов солдаты 2-й пехотной дивизии продолжали патрулировать вдоль ДМЗ. 14 июня 1982 года дивизия была награждена президентской благодарностью Республики Корея за самоотверженную и жизненно важную роль в совместных усилиях РК и США по обеспечению эффективной боеготовности на Корейском полуострове. В 1994, 1999, 2011 и снова в 2016 годах 2-я пехотная дивизия была награждена президентской благодарностью Республики Корея.

### Современный период
Первым подразделением 2-й пехотной дивизии, участвовавшим в операции «Иракская свобода», была 3-я механизированная бригада, развёрнутая из Форт-Льюиса в ноябре 2003 года. В августе 2004 года 2-я механизированная бригада вошла в историю, развернувшись в Ираке из Республики Корея. Это было первое оперативное развертывание из Кореи, и бригада работала вместе с солдатами РК, как и в Корее. В конечном счете, возвращаясь к истории 2-й пехотной дивизии, сражавшейся вместе с морскими пехотинцами в Первой мировой войне, 2-я бригада перешла под непосредственное командование 1-й дивизии морской пехоты. Позже, в ходе развёртывания, группа была придана 2-й дивизии морской пехоты. Солдаты 2-й пехотной дивизии продолжали отвечать на призывы в поддержку глобальной войны с терроризмом до тех пор, пока 4-я механизированная бригада не была выведена из Афганистана в июле 2013 года.
17 февраля 2009 года по приказу Барака Обамы 4000 солдат из второй дивизии были направлены в Афганистан.
2-я пехотная дивизия является последней дивизией постоянного передового базирования в армии США. Являясь частью альянса РК и США, дивизия призвана сдерживать агрессию, а если сдерживание не удаётся, обеспечивать готовность к «бою сегодня ночью» для защиты Республики Корея. Созданный во время Корейской войны, союз РК и США — это равноправное партнёрство, приверженное надежной защите Кореи.
3 июня 2015 года была активирована Объединённая дивизия РК-США (ROK-U.S. Combined Division), чтобы улучшить возможности комбинированных операций. 16-я механизированная бригада РК в партнерстве с Объединённой дивизией накапливает опыт ведения комбинированных боевых действий.

## Состав

ОШС 2-й пехотной дивизии на 2023 год.

Части 2-й пехотной дивизии в Республике Корея на 2023 год.

- 1-я механизированная бригада 2-й пехотной дивизии (1st Stryker Brigade Combat Team, 2nd Infantry Division), дислокация в Льюис — Маккорд, штат Вашингтон — под административным контролем 7-й пехотной дивизии.
  - Штаб и штабная рота (Headquarters and Headquarters Company)
  - 1-й эскадрон 14-го кавалерийского полка (1st Squadron, 14th Cavalry Regiment)
  - 2-й батальон 3-го пехотного полка (2nd Battalion, 3rd Infantry Regiment)
  - 5-й батальон 20-го пехотного полка (5th Battalion, 20th Infantry Regiment)
  - 1-й батальон 23-го пехотного полка (1st Battalion, 23rd Infantry Regiment)
  - 1-й дивизион 37-го артиллерийского полка (1st Battalion, 37th Field Artillery Regiment)
  - 23-й инженерный батальон (23rd Brigade Engineer Battalion)
  - 296-й батальон поддержки бригады (296th Brigade Support Battalion)
- 2-я механизированная бригада 2-й пехотной дивизии (2nd Stryker Brigade Combat Team, 2nd Infantry Division), дислокация в Льюис — Маккорд, штат Вашингтон — под административным контролем 7-й пехотной дивизии.
  - Штаб и штабная рота (Headquarters and Headquarters Company)
  - 8-й эскадрон 1-го кавалерийского полка (8th Squadron, 1st Cavalry Regiment)
  - 2-й батальон 1-го пехотного полка (2nd Battalion, 1st Infantry Regiment)
  - 1-й батальон 17-го пехотного полка (1st Battalion, 17th Infantry Regiment)
  - 4-й батальон 23-го пехотного полка (4th Battalion, 23rd Infantry Regiment)
  - 2-й дивизион 17-го артиллерийского полка (2nd Battalion, 17th Field Artillery Regiment)
  - 14-й инженерный батальон (14th Brigade Engineer Battalion)
  - 2-й батальон поддержки бригады (2nd Brigade Support Battalion)
- Бронетанковая бригада из США размещается в Кэмп-Хамфри (Пхёнтхэк), Республика Корея на ротационной основе на срок до 9 месяцев.
- Артиллерийское командование (Division Artillery)
  - Штаб и штабная батарея (Headquarters and Headquarters Battery)
- Бригада армейской авиации (Combat Aviation Brigade), дислокация в Кэмп-Хамфри, Республика Корея
  - Штаб и штабная рота (Headquarters and Headquarters Company (HHC))
  - 1-й эскадрон 17-го кавалерийского полка (1st Squadron, 17th Cavalry Regiment), дислокация в Форт-Брэгг. На ротационной основе под оперативным управлением 2-й пд.
  - 2-й батальон 2-го авиационного полка (штурмовой) (2nd Battalion, 2nd Aviation Regiment (Assault)) (UH−60)
  - 3-й батальон 2-го авиационного полка (общая поддержка) (3rd Battalion, 2nd Aviation Regiment (General Support)) (CH-47, UH−60)
  - 4-й батальон 2-го авиационного полка (ударный) (4th Battalion, 2nd Aviation Regiment (Attack)) (AH-64D)
  - 602-й батальон тылового обеспечения (602nd Support Battalion (Aviation))
- Бригада поддержки (Sustainment Brigade), дислокация в Кэмп-Кэррол (Тэгу), Республика Корея — бывшая 501-я бригада поддержки (501st Sustainment Brigade)
  - Штаб и штабная рота (Headquarters & Headquarters Company)
  - Батальон специальных войск (Special Troops Battalion)
  - 194-й батальон поддержки боевого обеспечения (194th Combat Sustainment Support Battalion)
  - 23-й батальон радиационной, химической, биологической защиты (23rd CBRNE Battalion)

- 210-я артиллерийская бригада (210th Field Artillery Brigade), дислокация в Кэмп-Кейси (Тондучхон), Республика Корея — отдельная бригада под оперативным управлением 2-й пехотной дивизии.
  - Штаб и штабная батарея (Headquarters and Headquarters Battery)
  - 6-й дивизион 37-го артиллерийского полка (6th Battalion, 37th Field Artillery Regiment) (M270A1 MLRS)
  - 1-й дивизион 38-го артиллерийского полка (1st Battalion, 38th Field Artillery Regiment) (M270A1 MLRS)
  - 70-й батальон обеспечения (70th Brigade Support Battalion)
  - Батальон охраны командования ООН (U.N. Command Security Battalion), дислокация в Объединённой зоне безопасности (Joint Security Area)
  - Батарея F 333-го артиллерийского полка (F Battery, 333rd Field Artillery Regiment) (артиллерийская разведка)
  - 579-я рота связи (579th Signal Company)